# Jan Guilini
Jan Guilini (Blankenberge, 29 juni 1912 - Brandenburg an der Havel, 22 mei 1944) was een Belgisch zwemmer en verzetsstrijder. 

## Levensloop
In de jaren 1930 en 1940 was Jan Guilini een van de beste zwemmers van België en hij zat tijdens de Tweede Wereldoorlog bij het verzet.
Jan Guilini werd als lid van de Brugse Zwemkring in 1928 Belgisch kampioen bij de cadetten over de 400 meter vrije slag (het kampioenschap der 400 m vrije zwemwijze seniors te Gent, Vooruit, 14 oktober 1928). Hij huwde in Brugge op 14 februari 1933 met Aline Cambier en samen kregen ze drie kinderen. Nicole Guilini trad later in de sporen van haar vader en werd Belgisch kampioene in het zwemmen. En Carlos Guilini was vele jaren een vaste waarde bij het Brugse waterpolo.
In de periode 1930-1939 werd Guilini 21 keer Belgische kampioen. Hij veroverde zes titels op de 200 m vrije slag, telkens zeven op de 400 en 1500 m vrije slag en een op de 100 m rugslag. Hij was ook Belgisch recordhouder op de 200, 400 en 1.500 meter vrije slag. 
Guilini redde op 11 oktober 1941, in volle zee en in zeer moeilijke omstandigheden, vijf Engelse vliegeniers, die voor de kust van Blankenberge waren neergestort. Ze werden weliswaar door de Duitsers opgepakt, maar hun leven was dan toch gered. De reddingsoperatie werd al een paar dagen na het gebeurde met lof vermeld op de BBC, hetgeen argwaan deed rijzen bij de Gestapo. Hetzelfde jaar, op 12 december 1941, kreeg Gulini de Nationale trofee voor sportverdienste.
Guilini was ondertussen lid geworden van de 'Nationale Partij' en de 'Légion Belge' in Brugge. Hij maakte deel uit van een plaatselijke groep die inlichtingen doorgaf naar Londen over de Duitse versterkingen in de kuststreek en ook over het Duitse hoofdkwartier in kasteel Ter Linden in Sint-Michiels. Ze beschikten hiervoor over een radiozender. Vanaf februari 1942 kwamen de Duitsers de groep op het spoor en elf leden werden opgepakt. Zeven werden als Nacht und Nebel-gevangenen naar Duitsland gevoerd. Zij kwamen van het ene concentratiekamp in het andere terecht en werden op 6 januari 1944 ter dood veroordeeld. Vijf van hen, onder wie Jan Guilini, werden op 22 mei 1944 onthoofd in de Brandenburg-Görden-gevangenis (Anton-Saefkow-Allee in de wijk Görden in Brandenburg an der Havel). 
Als blijvende hulde aan deze verzetsheld kreeg op 18 november 1945 het stedelijk zwembad de naam Jan Guilinibad en werd een gedenkplaat onthuld.

## Belangrijkste prestaties

### 400 m vrije slag
- 1931: 5e EK - 5.23,4

## Belgische kampioenschappen
Langebaan
| Onderdeel         | Jaar                                     |
| ----------------- | ---------------------------------------- |
| 200 m vrije slag  | 1930, 1931, 1932, 1933, 1935, 1938       |
| 400 m vrije slag  | 1931, 1932, 1933, 1935, 1937,1938, 1939  |
| 1500 m vrije slag | 1932, 1933, 1934, 1935, 1936, 1938, 1939 |
| 100 m rugslag     | 1931                                     |

## Belgische records
Kortebaan

#### 200 meter vrije slag
| Prestatie | Datum           | Plaats |
| --------- | --------------- | ------ |
| 2.25,2    | 21 januari 1931 | Brugge |
| 2.21,8    | 11 oktober 1931 | Brugge |

#### 400 meter vrije slag
| Prestatie | Datum           | Plaats |
| --------- | --------------- | ------ |
| 5.14,4    | 28 maart 1931   | Brugge |
| 5.13,2    | 27 oktober 1933 | Brugge |

#### 1500 meter vrije slag
| Prestatie | Datum        | Plaats   |
| --------- | ------------ | -------- |
| 22.01,2   | 31 juli 1938 | Oostende |

1928 Louis Crooy en Victor Groenen · 1929 Georges Ronsse · 1930 Hyacinthe Roosen · 1931 René Milhoux en Jules Tacheny · 1933 Jef Scherens · 1934 Union Sint-Gillis · 1935 Arnold de Looz-Corswarem · 1936 Ernest Demuyter · 1937 Joseph Mostert · 1938 Hubert Carton de Wiart · 1939 Henry de Menten de Horne · 1940 Fernande Caroen · 1941 Jan Guilini · 1942 Pol Braekman · 1943 Albert de Ligne · 1944 niet toegekend · 1945 vliegend personeel van de Belgische sectie van de Royal Air Force · 1946 Gaston Reiff · 1947 Micheline Lannoy en Pierre Baugniet · 1948 Etienne Gailly · 1949 Feru Moulin · 1950 Briek Schotte · 1951 Johny Claes en Jacques Ickx · 1952 André Noyelle · 1953 bemanning van het jacht Omoo (zeilsport) · 1954 Adolf Verschueren · 1955 Roger Moens · 1956 Gilberte Thirion · 1957 Jacky Brichant en Philippe Washer · 1958 René Baeten · 1959 Belgische hockeyploeg bij de mannen · 1960 Flory Van Donck · 1961 Rik Van Looy · 1962 Gaston Roelants · 1963 Aureel Vandendriessche · 1964 Joël Robert · 1965 Eerste Jachtwing van de Belgische Luchtmacht · 1966 Raymond Ceulemans · 1967 Ferdinand Bracke en Eddy Merckx · 1968 Jacky Ickx · 1969 Serge Reding · 1970 Freddy Herbrand · 1971 Miel Puttemans · 1972 Karel Lismont · 1973 Roger De Coster · 1974 Paul Van Himst · 1975 Jean-Pierre Burny · 1976 Ivo Van Damme · 1977 Gaston Rahier · 1978 RSC Anderlecht · 1979 Robert Van de Walle · 1980 Belgische voetbalploeg bij de mannen · 1981 Annie Lambrechts · 1982 Ingrid Berghmans · 1983 Eddy Annys · 1984 André Malherbe · 1985 niet toegekend · 1986 William Van Dijck · 1987 Ingrid Lempereur · 1988 Eric Geboers · 1989 Michel Preud'homme · 1990 Jan Ceulemans · 1991 Jean-Michel Saive · 1992 Annelies Bredael · 1993 Vincent Rousseau · 1994 Brigitte Becue · 1995 Frédérik Deburghgraeve · 1996 Johan Museeuw · 1997 Luc Van Lierde · 1998 Ulla Werbrouck · 1999 Gella Vandecaveye · 2000 Joël Smets · 2001 Kim Clijsters en Justine Henin · 2002 Marc Wilmots · 2003 Stefan Everts · 2004 Axel Merckx · 2005 Tom Boonen · 2006 Kim Gevaert en Tia Hellebaut · 2007 4x100m-estafetteploeg voor vrouwen · 2008 niet toegekend · 2009 Philippe Gilbert · 2010 Philippe Le Jeune · 2011 Kevin Borlée · 2012 Evi Van Acker · 2013 Frederik Van Lierde · 2014 Daniel Van Buyten · 2015 4x400m-estafetteploeg voor mannen · 2016 Nafissatou Thiam · 2017 David Goffin · 2018 Nina Derwael · 2019 Belgische hockeyploeg bij de mannen · 2020 Wout van Aert · 2021 Bashir Abdi · 2022 Remco Evenepoel · 2023 Bart Swings · 2024 Lotte Kopecky